# Amanda Bergman
Karin Amanda Bergman Hollingby (tidigare Bergman och som gift Hollingby Matsson), född 2 november 1987 i Borlänge kyrkobokföringsdistrikt, Kopparbergs län, är en svensk musiker och låtskrivare. Hon har som artist kallat sig för Hajen (från 2008), Jaw Lesson (från 2009) och Idiot Wind (2010–2014). Sedan 2015 är hon verksam under sitt riktiga namn Amanda Bergman.

## Biografi
Amanda Bergman är uppvuxen i Gagnef i Dalarna, där hon länge var bosatt. Under olika pseudonymer har hon gjort sin egen musik och i november 2010 utgavs hennes debut-EP, Idiot Wind. Under några år var hon gift med musikern Kristian Matsson (mer känd under artistnamnet The Tallest Man on Earth), med vilken hon har gjort turnéer och bland annat skrivit filmmusiken till långfilmen En gång om året (2012).
Hon är gift med bandkollegan och producenten Petter Winnberg och tillsammans har de två barn. Familjen är bosatt i Näckenbäck, utanför Avesta, där de driver ett småskaligt jordbruk. Tillsammans med sin make anordnar Bergman sedan 2020 konsertkonceptet Rockbonden, där artister som Sarah Klang, David Ritschard och Moonica Mac har spelat på deras gård under sommartid. SVT-dokumentären "Jordelivet – ett år med Amanda Bergman" från 2023 följer parets liv på bondgården och som musiker. Amanda Bergman driver även skivbolaget CowCow tillsammans med Winnberg, och släppte där sitt andra soloalbum Your Hands Forever Checking On My Fever.

### Solokarriär
Den 3 februari 2012 medverkade hon som artist i SVT:s program På spåret. Oktober och november samma år agerade Idiot Wind förband åt First Aid Kit på Cirkus i Stockholm och Vega i Köpenhamn. 2015 gjorde Amanda Bergman och Oskar Linnros en tolkning av Ted Ströms låt ”Vintersaga” från 1984, i en reklamkampanj för Volvo i Sverige. "Vintersaga" blev artistens första släpp under eget namn.
2016 släppte artisten sitt debutalbum som soloartist, Docks, vilket mottogs positivt av både kritiker och publik. I juni 2024 släppte Amanda Bergman sitt andra soloalbum Your Hand Forever Checking On My Fever, som debuterade som nummer 1 på både den svenska vinyl- och fysiska albumlistan. Albumet utsågs till årets bästa av DN Kultur och internationellt hyllades det av bland annat Rolling Stone, The Line of Best Fit, Clash och Far Out. På P3 Guld 2025 framförde Amanda Bergman singeln Wild Geese, Wild Love tillsammans med Radiokören.
Under 2024 spelade Amanda Bergman bland annat på Way Out West och Trädgården i Stockholm och turnerade med Lars Winnerbäck och David Ritschard. Hon tvingades däremot hastigt ställa in sin planerade Europaturné, med stopp i bland annat Amsterdam, Paris och London, på grund av en olycka som drabbade hennes man och producent, Petter Winnberg.
Inför Grammisgalan 2025 var Bergman nominerad i fyra kategorier varav hon vann två: Årets textförfattare och Årets visa/singer-songwriter.

### Amason
Amanda Bergman är utöver solokarriären sångare i gruppen Amason. De debuterade i januari 2013 med singeln Margins och spelade på flera festivaler samma sommar. Deras första album, Sky City, släpptes i januari 2015. Bandet fick snabbt uppmärksamhet och nominerades till en Grammis för Årets nykomling 2014.
Under P3 Guld 2016 var Amason nominerade i tre kategorier: Årets grupp, Årets pop och Guldmicken för bästa liveakt. 2019/2020 blev de ett av de nya husbanden i På spåret efter Augustifamiljen. På Grammisgalan 2020 vann de priset för Årets alternativa pop.

## Diskografi

### Solo
- 2010 – Idiot Wind (EP)[36]
- 2012 – ”En gång om året” (filmmusik, med Kristian Matsson)
- 2015 – ”Vintersaga” (singel)[17]
- 2016 – ”Falcons” (singel)
- 2016 – Docks (album)
- 2024 – ”Wild Geese,Wild Love/Day 2000 Awake” (singel)
- 2024 – ”Poor Symmetry/Cities” (singel)
- 2024 – ”My Hands in the Water” (singel)
- 2024 – Your Hand Forever Checking On My Fever (album)[37]

### Med Amason
- 2013 – ”Margins” (singel)[38]
- 2013 – ”Went to War” (singel)[38]
- 2013 – EP (EP)[38]
- 2014 – ”Ålen” (singel)[39]
- 2014 – ”Duvan” (singel)[40]
- 2015 – Sky City (album)[41]
- 2015 – ”Kelly” (singel)[42]
- 2016 – California Airport Love (EP)
- 2018 – ”En god, god god jul” (singel)
- 2019 – Galaxy I (album)
- 2021 – Galaxy II (album)